# 11a etapa del Tour de França de 2010
L'11a etapa del Tour de França de 2010 es disputà el dijous 15 de juliol de 2010 sobre un recorregut de 184,5 km entre Sisteron i Bourg-lès-Valence. La victòria fou pel britànic Mark Cavendish (Team HTC-Columbia), que d'aquesta manera aconseguia la seva tercera victòria en la present edició. Andy Schleck continuà de líder.

## Perfil de l'etapa
Etapa amb uns primers 56 quilòmetres amb una lleugera pujada, fins a superar l'única dificultat del dia, el Coll de Cabre (3a categoria), per tot seguit iniciar un llarg descens i una segona part d'etapa totalment plana fins a la meta a Bourg-lès-Valence.

## Desenvolupament de l'etapa
Només començar l'etapa tres ciclistes s'escaparen: Stéphane Augé (Cofidis), Anthony Geslin (FDJ) i José Alberto Benítez (Footon-Servetto). Ràpidament augmentaren la diferència fins als 3', però els equips dels esprintadors controlaven l'escapada en tot moment i no els deixaven agafar massa temps. Sota un sol sufocant superaren l'única dificultat muntanyosa del dia, amb 3' sobre el gran grup. A poc a poc la diferència minvà sent sols de 1' a manca de 40 km per a l'arribada a Bourg-lès-Valence. L'esprint estava decidit i en ell Mark Cavendish imposà la seva llei, aconseguint d'aquesta manera la tercera etapa en la present edició. Alessandro Petacchi passà a ser el nou líder dels punts. Mark Renshaw va ser exclòs del Tour per les irregularitats produïdes durant la preparació de l'esprint.

## Esprints intermedis
| 1r | Anthony Geslin (FRA)       | 6 pts |
| 2n | Stéphane Augé (FRA)        | 4 pts |
| 3r | José Alberto Benítez (ESP) | 2 pts |

| 1r | Stéphane Augé (FRA)        | 6 pts |
| 2n | Anthony Geslin (FRA)       | 4 pts |
| 3r | José Alberto Benítez (ESP) | 2 pts |

## Ports de muntanya
- 1. Coll de Cabre. 1.180m. 3a categoria (km 56,5) (5,0 km al 5,9%)

| 1r | José Alberto Benítez (ESP) | 4 pts |
| 2n | Stéphane Augé (FRA)        | 3 pts |
| 3r | Anthony Geslin (FRA)       | 2 pts |
| 4t | Jérôme Pineau (FRA)        | 1 pt  |

## Classificació de l'etapa
|    | Ciclista                  | Equip                 | Temps      |
| -- | ------------------------- | --------------------- | ---------- |
| 1  | Mark Cavendish (GBR)      | Team Columbia-HTC     | 4h 22' 29" |
| 2  | Alessandro Petacchi (ITA) | Lampre-Farnese Vini   | m. t.      |
| 3  | Tyler Farrar (USA)        | Garmin-Transitions    | m. t.      |
| 4  | José Joaquín Rojas (ESP)  | Caisse d'Epargne      | m. t.      |
| 5  | Robbie McEwen (AUS)       | Team Katusha          | m. t.      |
| 6  | Yukiya Arashiro (JAP)     | BBox Bouygues Telecom | m. t.      |
| 7  | Thor Hushovd (NOR)        | Cervélo TestTeam      | m. t.      |
| 8  | Lloyd Mondory (FRA)       | AG2R La Mondiale      | m. t.      |
| 9  | Jürgen Roelandts (BEL)    | Omega Pharma-Lotto    | m. t.      |
| 10 | Gerald Ciolek (GER)       | Team Milram           | m. t.      |

## Classificació general
|    | Ciclista                    | Equip                 | Temps       |
| -- | --------------------------- | --------------------- | ----------- |
| 1  | Andy Schleck (LUX)          | Team Saxo Bank        | 53h 43' 25" |
| 2  | Alberto Contador (ESP)      | Astana Qazaqstan Team | + 41"       |
| 3  | Samuel Sánchez (ESP)        | Euskaltel-Euskadi     | + 2' 45"    |
| 4  | Denís Ménxov (RUS)          | Rabobank ProTeam      | + 2' 58"    |
| 5  | Jurgen van den Broeck (BEL) | Omega Pharma-Lotto    | + 3' 31"    |
| 6  | Levi Leipheimer (USA)       | Team RadioShack       | + 3' 59"    |
| 7  | Robert Gesink (NED)         | Rabobank ProTeam      | + 4' 22"    |
| 8  | Luis León Sánchez (ESP)     | Caisse d'Epargne      | + 4' 41"    |
| 9  | Joaquim Rodríguez (ESP)     | Team Katusha          | + 5' 08"    |
| 10 | Ivan Basso (ITA)            | Liquigas-Doimo        | + 5' 09"    |

## Classificacions annexes
|    | Ciclista                  | Equip               | Total   |
| -- | ------------------------- | ------------------- | ------- |
| 1r | Alessandro Petacchi (ITA) | Lampre-Farnese Vini | 161 pts |
| 2n | Thor Hushovd (NOR)        | Cervélo TestTeam    | 157 pts |
| 3r | Robbie McEwen (AUS)       | Team Katusha        | 138 pts |

|    | Ciclista                | Equip                 | Total  |
| -- | ----------------------- | --------------------- | ------ |
| 1r | Jérôme Pineau (FRA)     | Quick Step            | 92 pts |
| 2n | Anthony Charteau (FRA)  | Bbox Bouygues Telecom | 90 pts |
| 3r | Christophe Moreau (FRA) | Caisse d'Epargne      | 62 pts |

|    | Ciclista              | Equip            | Temps       | Temps |
| -- | --------------------- | ---------------- | ----------- | ----- |
| 1r | Andy Schleck (LUX)    | Team Saxo Bank   | 53h 43' 25" |       |
| 2n | Roman Kreuziger (CZE) | Liquigas-Doimo   | + 4' 22"    |       |
| 3r | Robert Gesink (NED)   | Rabobank ProTeam | + 5' 11"    |       |

|    | Equip                  | Temps        | Temps |
| -- | ---------------------- | ------------ | ----- |
| 1r | Caisse d'Epargne (ESP) | 161h 14' 29" |       |
| 2n | Team RadioShack (USA)  | + 31"        |       |
| 3r | Team Astana (KAZ)      | + 14' 54"    |       |

## Abandonaments
- Mark Renshaw (Team HTC-Columbia). Exclòs.[1]
- Charles Wegelius (Omega Pharma-Lotto). No surt.
- Robert Hunter (Garmin-Transitions). No surt.